# Ceratitis discussa
Ceratitis discussa är en tvåvingeart som beskrevs av Munro 1935. Ceratitis discussa ingår i släktet Ceratitis och familjen borrflugor. Inga underarter finns listade i Catalogue of Life.